# Etzalcualiztli

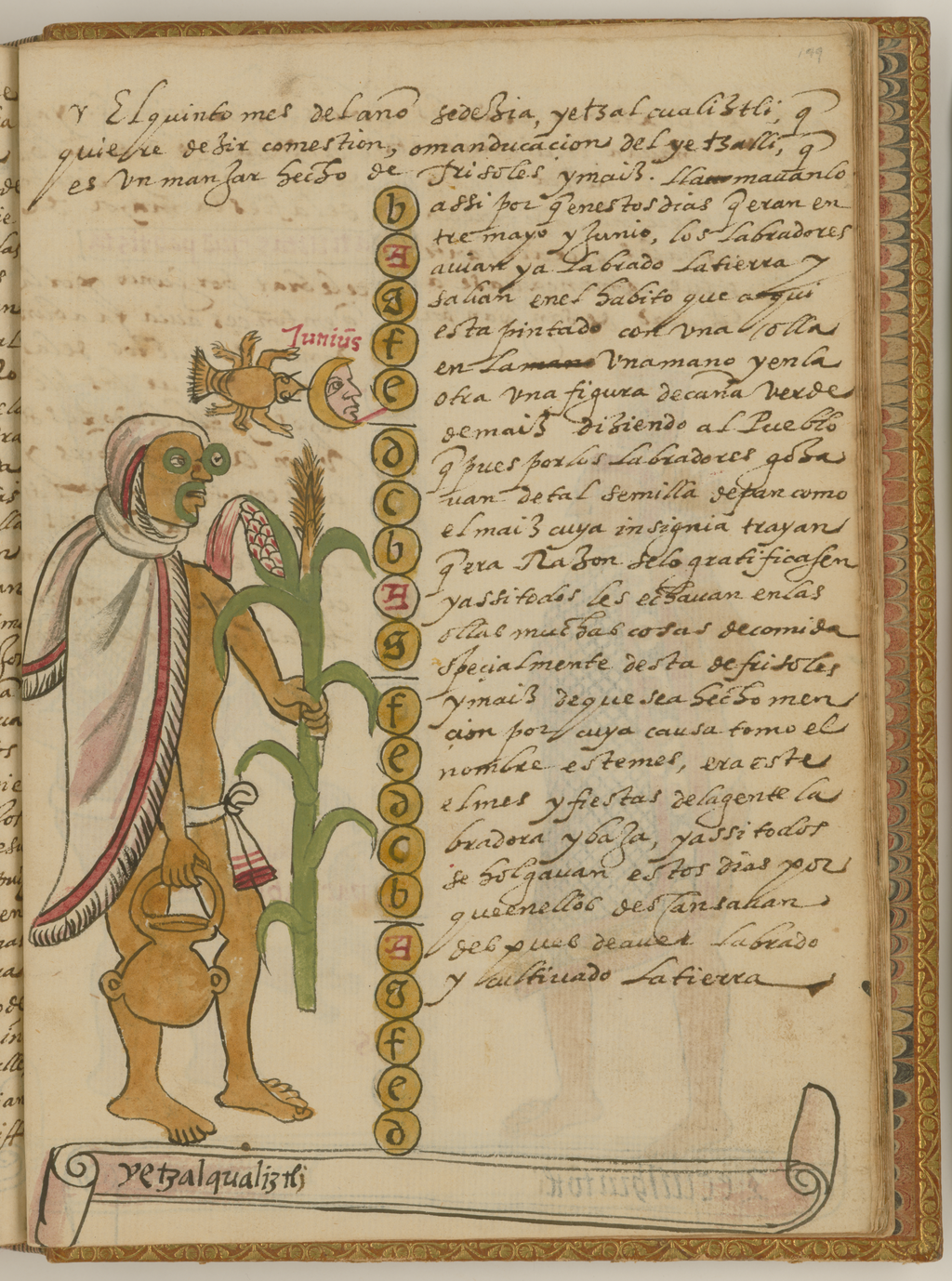
Representación de "Etzalcualiztli" (sexto mes del calendario mexica) en el "Códice Tovar", 1585

Se llama Etzalcualiztli al sexto mes del calendario del México prehispánico. 
Etzalcualiztli empezaba a 6 de junio, se celebraba la tercera fiesta de Tláloc. Para este instante, adornaban curiosamente el templo con juncos del lago de Citlaltepec. En el largo camino de subida al cerro Citlaltepec, los sacerdotes usualmente pedían posada, alimentos o agua en las moradas de los habitantes de la falda de la montaña, ya que esta ceremonia era celebrada al inicio del verano, antes de las torrenciales aguas que evitarían el ascenso a la montaña más tarde.
En el día de la fiesta comían todos cierto manjar llamado Etzahui, de donde el mes tomó el nombre de Etzalcualiztli. Llevaban al templo una gran cantidad de papel de color (doblado de tal manera que pudiera hacerse un nudo, y con varias piezas, una cuerda de nudos de papel) y de resina elástica, con la que untaban el papel y las gargantas de los ídolos para pegarlas en ellas a manera de collar. El árbol (ya fuera amate o cualquier otra especie) del cual se obtenía la corteza y la fibra para hacer el papel era protegido de su tala futura como agradecimiento.
El sexto mes se representa con una olla para denotar un manjar que entonces comían y se llamaba etzahui.